# Elisabetta Cavallotti
Elisabetta Cavallotti, född 1967 i Bologna i Italien, är en italiensk skådespelare. Hon har en dotter tillsammans med skådespelaren Luigi di Fiore.

## Filmografi (urval)
- 2005 - Briciole
- 1999 - Guardami
- 1993 - Antelope Cobbler
- 1993 - Il Tuffo